# Anthomyia nigriceps
Anthomyia nigriceps este o specie de muște din genul Anthomyia, familia Anthomyiidae. A fost descrisă pentru prima dată de Huckett în anul 1946.
Este endemică în California. Conform Catalogue of Life specia Anthomyia nigriceps nu are subspecii cunoscute.